# Esquizeals
Les esquizeals (Schizaeales) són un ordre de plantes vasculars sense llavors de la classe Polypodiopsida.

## Característiques
Si bé les tres famílies de Schizaeales es distingeixen bé entre si per nombrosos caràcters morfològics, tots els membres de l'ordre tenen frondes fèrtils i estèrils dimòrfiques i no tenen sorus ben definits. Els seus esporangis tenen un anell horitzontal que es troba a sota i envolta completament la part superior de l'esporangi.

## Taxonomia
L'ordre Schizaeales inclou 190 espècies en quatre gèneres i tres famílies:
- Família Lygodiaceae M. Roem
  - Gènere Lygodium Sw.
- Família Schizaeaceae Kaulf
  - Gènere Actinostachys Wall.
  - Gènere Schizaea Sm.
- Família Anemiaceae Link
  - Gènere Anemia Sw.